# Гигантский осьминог (криптид)

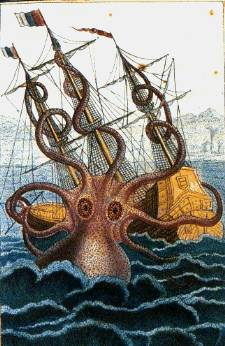
Акварель малаколога Дени де Монфорта, созданная в 1801 году на основе описания французских моряков, якобы переживших нападение такого существа на их корабль у берегов Анголы.

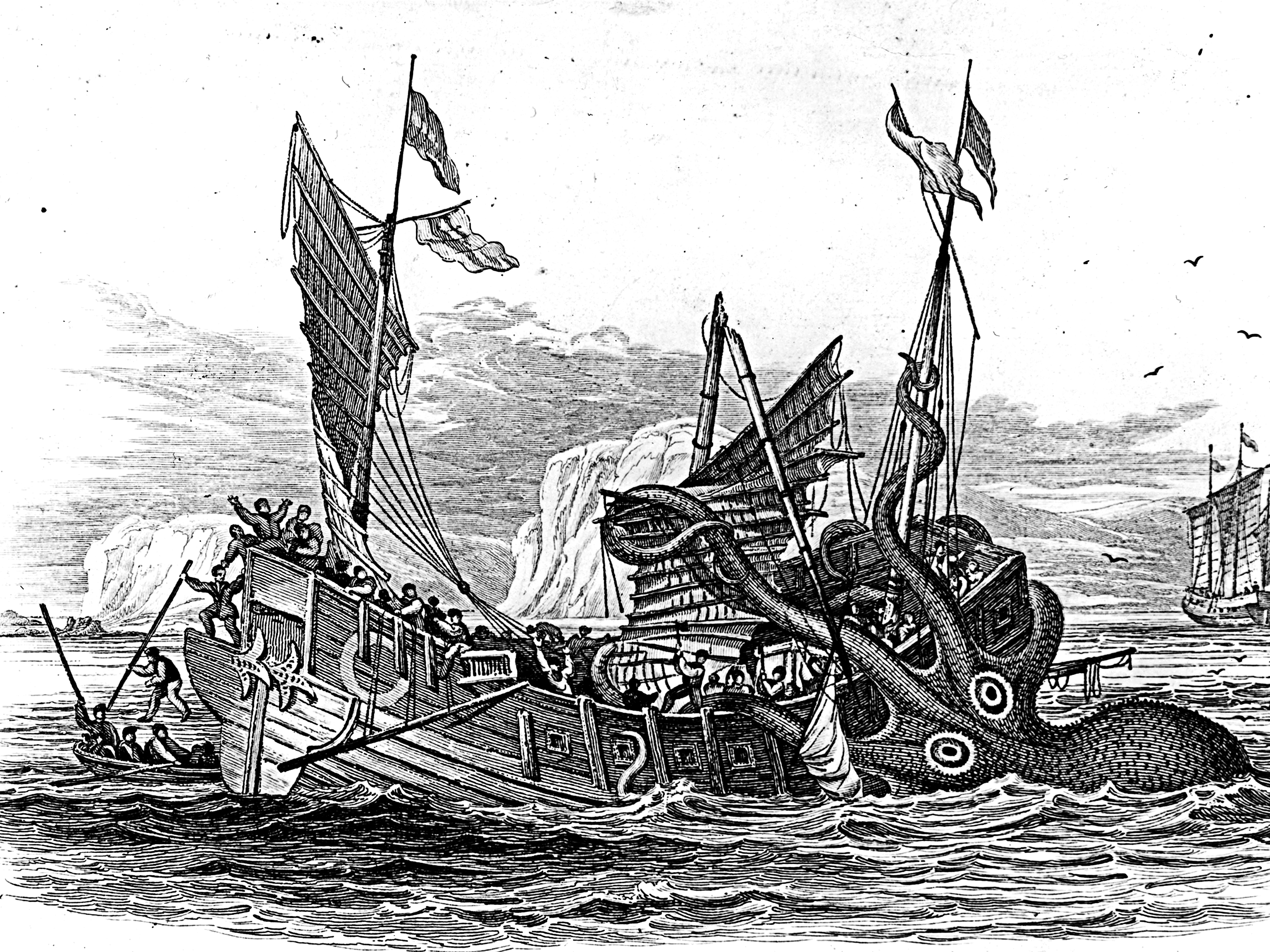
«Гигантский спрут» Дени де Монфорта нападает на китайское торговое судно.

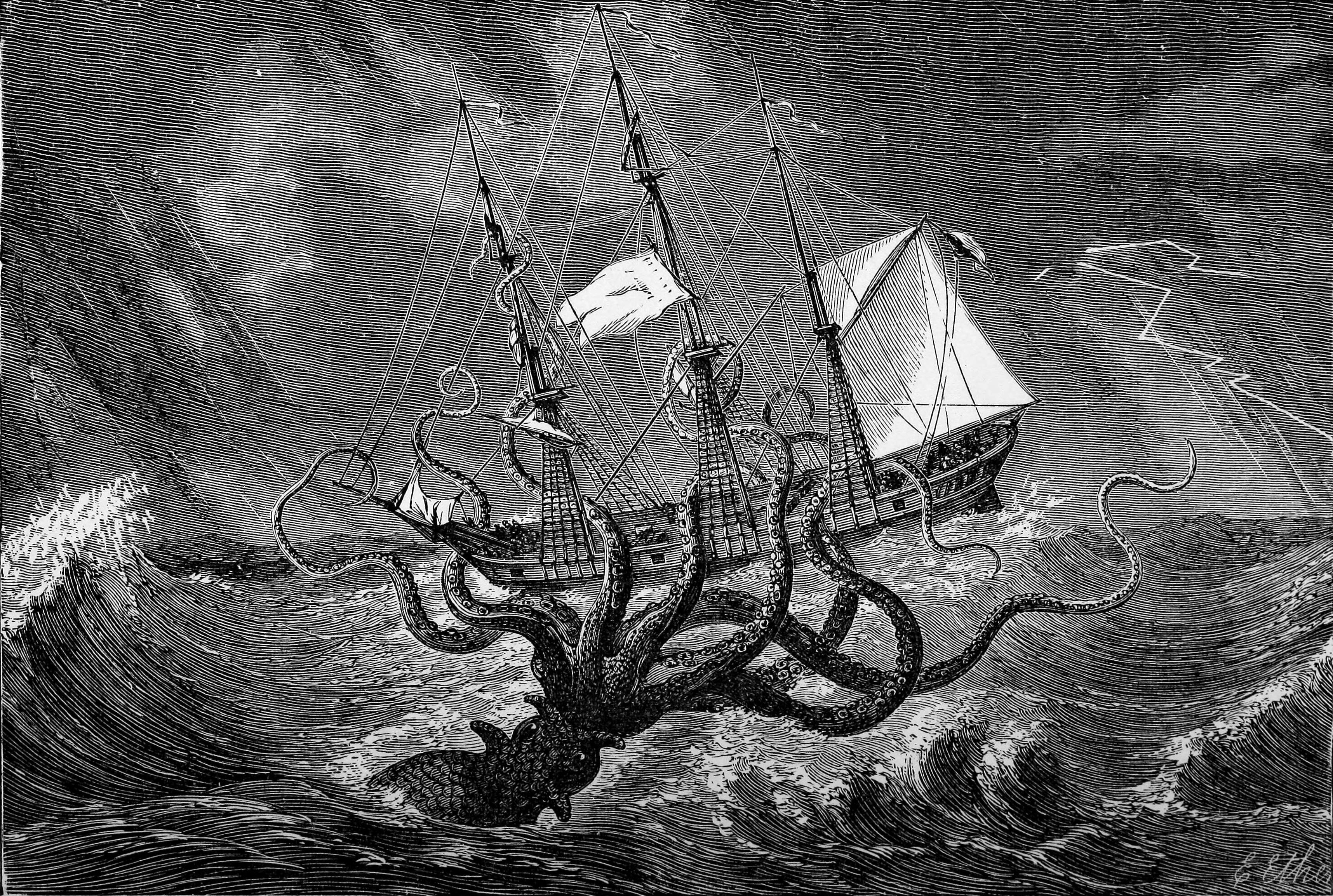
Нападение на корабль гигантского осьминога в представлении художника.

Гигантский осьминог, или гигантский спрут, — гипотетическое морское существо, подобное кракену. Сведения о нём получены в основном из легенд, а также из туш морских животных неясного происхождения, называемых глобстерами.
Гигантского спрута часто путают с кракеном, что является ошибкой: под термином «кракен» подразумевают огромное морское осьминогообразное существо, довольно редко нападающее на корабли. Спрут же, напротив, очень агрессивное существо, издревле сеющее ужас среди моряков. Кроме того, кракен во много раз больше гигантского спрута.
Гигантского осьминога-криптида не стоит путать с вполне реальным видом, имеющим подобное же название. Реальный гигантский осьминог (Enteroctopus dofleini), как сообщается, может достигать в длину почти 30 футов, то есть около 9 метров (вместе со щупальцами). Гигантский осьминог-криптид изображается в легендах имеющим гораздо большие размеры. В английском языке для их различения реальный называется giant octopus, предположительно существующий — gigantic octopus.
Теоретически возможно, что некие глубоководные малоизученные осьминоги подотряда Cirrina, такие как Haliphron atlanticus, могут достигать размеров, при которых их можно было бы назвать гигантскими, однако реальность существования такого же гигантского осьминога, который описывается в легендах, довольно сомнительна.

## История
Сведения о морских монстрах, по описанию похожих на гигантских головоногих, встречаются в источниках начиная с античных времён. В образе легендарной Сциллы их красочно описал в своей «Одиссее» Гомер. Плиний Старший в своей «Естественной истории», ссылаясь на рассказ некого Требия Нигера, офицера римского полководца I в. н. э. и проконсула Бетики Саллюстия Лукулла, сообщает о колоссальном осьминоге или кальмаре, убитом жителями в г. Картейя (совр. Рокадильо в Андалусии), у которых он по ночам воровал засоленную в чанах рыбу, перелезая через ограду. Доставленная проконсулу голова чудовища была величиной с бочку и вместимостью в 15 амфор (около 300 литров), а щупальца достигали 30 футов (около 10 м).
В эпоху Средневековья хронисты, практически незнакомые с океанской фауной и, в массе своей, избегавшие морских путешествий, практически молчат по поводу гигантских спрутов, либо объединяют их в своём воображении с китами, рыбами или ракообразными. Лишь в 1555 году шведский географ Олаф Магнус в своей «Истории северных народов» (лат. Historia de Gentibus septenrionalibus) приводит крайне неточное описание головоногого монстра, водившегося в Норвежском море, которого считает «рыбой» с огромными глазами (5-6 м в окружности), имевшими ярко-красные зрачки диаметром 60 см, с головой, усаженной короной из подвижных «рогов», внешне напоминающих «корни вырванного из земли дерева», с помощью которых «такое морское чудовище может утащить за собой на дно огромный нагруженный корабль, какими бы опытными и сильными ни были его матросы». 
В XVII столетии, с развитием мореплавания и промышленного рыболовства, сообщения о колоссальных головоногих появляются неоднократно. Так, в 1639 году туша гигантского кальмара найдена была на побережье Исландии в Хюневанде, в 1661 году похожее существо было поймано у берегов Голландии, между Шевелингеном и Катвиком, в 1673 году десятиногий монстр был выловлен в Дингл-Ай-Кош близ Дублина в Ирландии, а в 1680 году чудовищный спрут был найден рыбаками в заливе Ульванген в Норвегии. 
В 1802 году французский малаколог (специалист по моллюскам) Пьер-Дени де Монфор в своём труде Histoire Naturelle Générale et Particulière des Mollusques, являющемся энциклопедическим описанием известных на тот момент моллюсков, указывает, что существует два вида гигантских осьминогов. Первого из них он называет «осьминогом-кракеном», причём считает его существование безусловно реальным, основываясь как на описаниях норвежских и американских китобоев, так и на труды древнеримского учёного Плиния Старшего. Второй вид, который гораздо больше по размерам, он называет собственно «гигантским осьминогом», который якобы напал на парусное судно у Сен-Мало рядом с берегом современной Анголы.
Гигантский осьминог предлагался в качестве объяснения происхождения больших туш неопознанных животных, которые периодически в истории море выбрасывало на берег, — в частности, для случая с так называемым Сент-Августинским монстром, тушу которого выбросило на берег у города Сент-Августин, штат Флорида, США, в 1896 году. После этого случая предполагаемый вид получил «научное название» Octopus giganteus (гигантский осьминог) и греческое Otoctopus giganteus (греческий префикс oton означает «ухо», то есть название можно перевести как «гигантский ушастый осьминог»). Эти названия противоречат правилам Международного кодекса зоологической номенклатуры[уточнить]. Проведённые над тушей биохимические анализы и изучение электронным микроскопом позволили с уверенностью утверждать, что масса состоит практически из одного чистого коллагена, не имея ни биохимических характеристик коллагена беспозвоночных, ни чего-либо общего с расположением коллагеновых волокон на мантии осьминога, что означает, что туша, скорее всего, принадлежит огромному теплокровному животному.

## В кино
- «20 000 льё под водой» — режиссёр Ричард Флайшер (США, 1954)
- «Это прибыло со дна моря» — режиссёр Роберт Гордон (США, 1955)
- «Капитан Немо» — режиссёр Василий Левин (СССР, 1975)
- «Вожди Атлантиды» — режиссёр Кевин Коннор (Великобритания, 1978)
- «20 000 льё под водой»[англ.] — режиссёр Майкл Андерсон (США, 1997)
- «20 000 льё под водой» — режиссёр Род Харди (США, 1997)
- «20 000 льё под водой» — режиссёр Скотт Хеминг (США, 2002)